# Sarugh

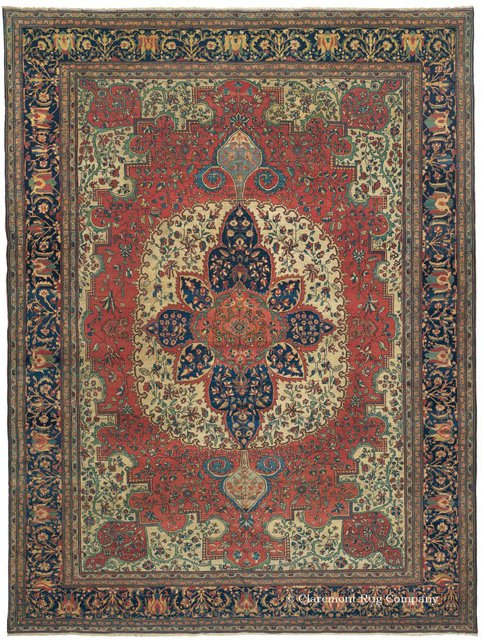
Sarugh von 1850

Der Sarugh oder Saruk ist ein handgeknüpfter Perserteppich, der in einem großen Gebiet rund um die gleichnamige Stadt im Westteil Zentralpersiens (heutiger Iran) produziert wird.

## Eigenschaften
Sarugh-Teppiche haben eine Webdichte von ca. 250.000 Knoten je Quadratmeter und eine Florhöhe von 9 bis 12 mm. Die üblichen Herstellungsgrößen sind 4 × 6 bis 8 × 10 Fuß. Da ein Sarugh-Teppich dicht geknüpft und kurz geschoren wird, fühlt er sich nicht weich an. Kette und Einschlag sind aus Baumwolle und die Knüpfung aus feiner, wenig glänzender Schafwolle. Die zarten, persischen Motive ziehen sich über den ganzen Fond, meist sind blaue, creme und kupferfarbene Hauptfarben üblich.

## Europäischer und amerikanischer Markt
Der Sarugh war Anfang des 20. Jahrhunderts in wohlhabenden Haushalten der USA besonders beliebt und wurde nach dem zeitgenössischen Geschmack für den Export produziert. Die Teppiche, oft in den Grundfarben dunkelrot oder dunkelblau, wurden in mehreren verschiedenen Mustern geknüpft. Sie haben ein Mittelmedaillon und einen deutlich ausgeprägten Rahmen. Die verwendete Wolle ist von hoher, glänzender Qualität. Die Teppiche sind robust und strapazierfähig. Eine Besonderheit sind die figurativen Muster, die den Sarugh für einen Laien auf Anhieb erkennbar machen.
Besonders teuer sind heute die Exemplare, die Anfang des 20. Jahrhunderts in die USA exportiert wurden. Sarughs, welche bis 1960 hergestellt wurden, werden im Handel als „antiker Sarugh“ angeboten. Anfang der 1900er Jahre waren diese Teppiche noch alle dünn und kleinformatig, da sie in privaten Haushalten hergestellt wurden. Im Jahr 1960 kam es in den USA zu einer regelrechten Knappheit an Sarughs, weil in Europa die Nachfrage an solchen angestiegen war. Für den amerikanischen Markt wurden in den letzten Jahrzehnten spezielle Farbnuancen und Motive sowie Übergrößen in dickerer Qualität produziert.